# 세이와 기념재단
세이와 기념재단(成和記念財団)은 재일 한국인의 자연과학 연구 조성 단체이다.
재일 한국인인 김만유에 의해 1977년에 설립되었다. 1982년 4월 재단법인 금만유과학진흥회로 법인화해 2013년 8월 특례재단법인에서 일반재단법인 성화기념재단으로 이행했다.
기관지 《과학기술시대》를 1978년부터 발행하고 있다.